# Ignasi Ribera i Rovira
Ignasi Ribera i Rovira   (Castellbell i el Vilar, 1880 - Barcelona, 1942) fou un periodista i poeta català, pioner de l'iberisme. Fill de l'enginyer tèxtil Ignasi de L. Ribera i Prat i, la família es va traslladar per motius de feina a la localitat portuguesa de Tomar, Portugal, on va viure des del 1900 fins al 1904.

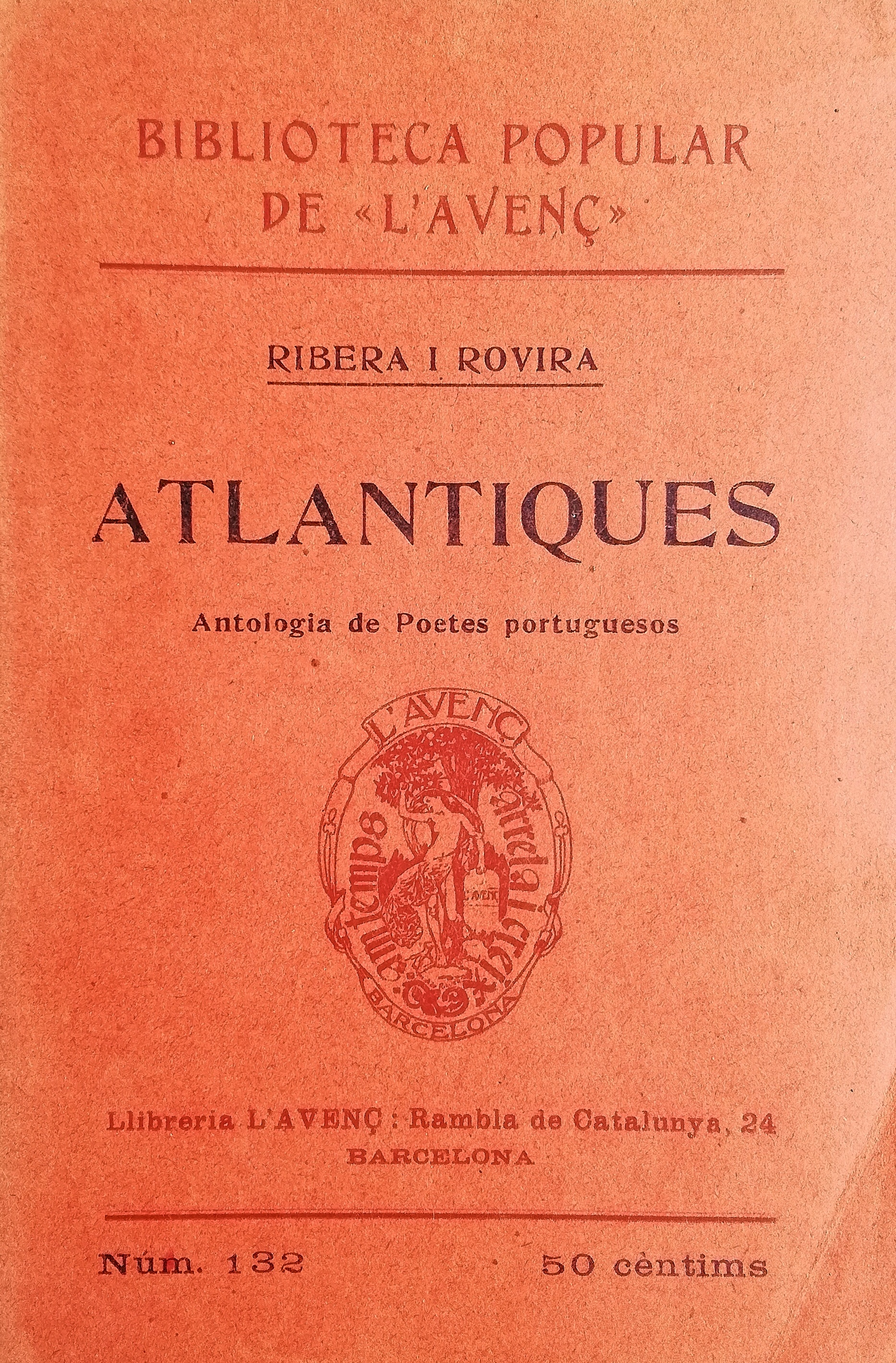
Atlàntiques - Antologia de poetes portuguesos d'Ignasi Ribera i Rovira, publicat a Barcelona dins la col·lecció Biblioteca Popular de L'Avenç l'any 1913

Va viure bona part de la seva vida estretament relacionat amb Portugal on va donar a conèixer aspectes de la cultura i de la política catalanes i divulgà a Catalunya la cultura portuguesa en articles i conferències que foren recollits a “Portugal artístic”, de 1905, i “Portugal literari”, de 1912. Va defensar l'iberisme com a integració, en una sola entitat, de Catalunya i el sud de França, Espanya i Portugal, amb molta autonomia per a cada una de les tres contrades. Traduí obres del portuguès al català i al castellà, especialment de l'obra de l'escriptor Júlio Dantas, del qual va arribar a traduir onze títols, com La cena dels cardenals, Roses de tot l'any, El primer petó, Sor Mariana, Don Bertran de Figueiroa, 1023 i La severa i Romanticisme. El 1905 va escriure “Poesia i prosa”, prologat per Joan Maragall, amb texts originals seus juntament amb poemes portuguesos traduïts. El 1913 fou el responsable de dues antologies, “Atlàntiques. Antologia de poetes portuguesos”, amb poetes de la nova renaixença portuguesa, i “Contistes portuguesos”, dedicada a la narrativa, amb peces de Raul Brandão, Cariel, Coelho, Cortesão, Eça de Queirós, Figueiredo, Montalvão, Teixeira Gomes, Vasconcellos i Vaz de Carvalho. Altres llibres seus són “Iberisme, de 1907”, “Portugal y Galicia: Nación” de 1911, i els de poemes “Mos tres amors” de 1901, “Esguards”, de 1908, i “Solitaris” de 1912.
Va col·laborar en els diaris portuguesos Diário de Notícias (amb Chronicas da Catalunha, de 1904 a 1913) i O Século, i en els catalans La Renaixença, La Veu de Catalunya i El Poble Català, des d'on va fer de pont entre les cultures dels dos pobles. En castellà va col·laborar a La Noche i El Día Gráfico. Presidí la Federació de Premsa d'Espanya, la Federació de la Premsa Catalanobalear, l'Associació de la Premsa Diària de Barcelona i fou vicepresident de la Unió Internacional d'Associacions de Premsa de París. El 1907 va aconseguir que el Real Instituto de Lisboa per iniciativa del Comité Catalanophilo, organisme format per diferents personalitats portugueses, creés la càtedra de Llengua Catalana dirigida per Manel Ribas. El 1909 va crear el primer Casal Català i les classes de català a la Sociedade de Geografia de Lisboa.
Casat amb Maria Victòria Jordà i Iglesias (1884-1968) varen ser pares de Antoni Ribera i Jordà.